# Kumara haemanthifolia
Kumara haemanthifolia es una especie del género Kumara (anteriormente en el género Aloe) nativa de  Sudáfrica.

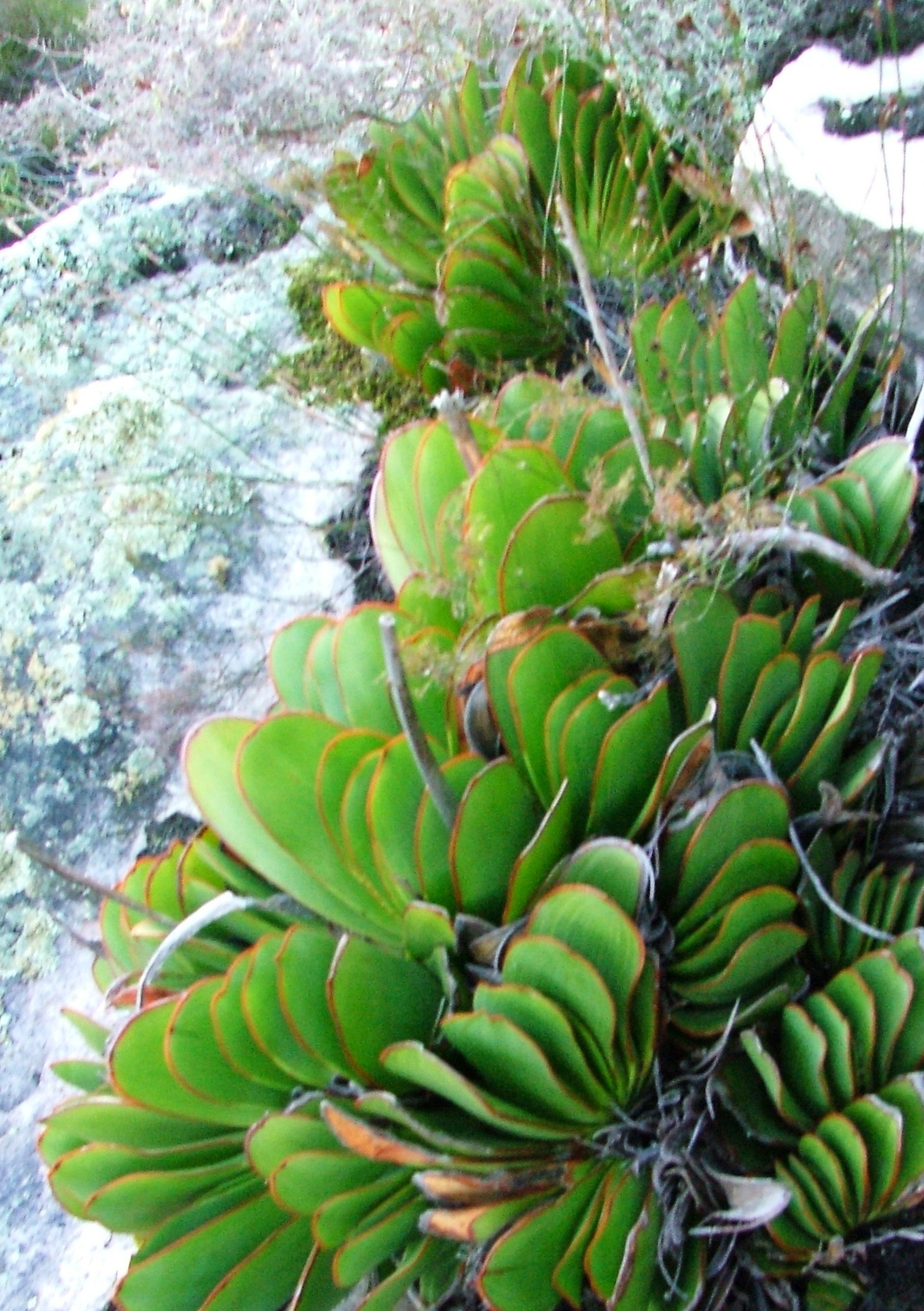
En su hábitat

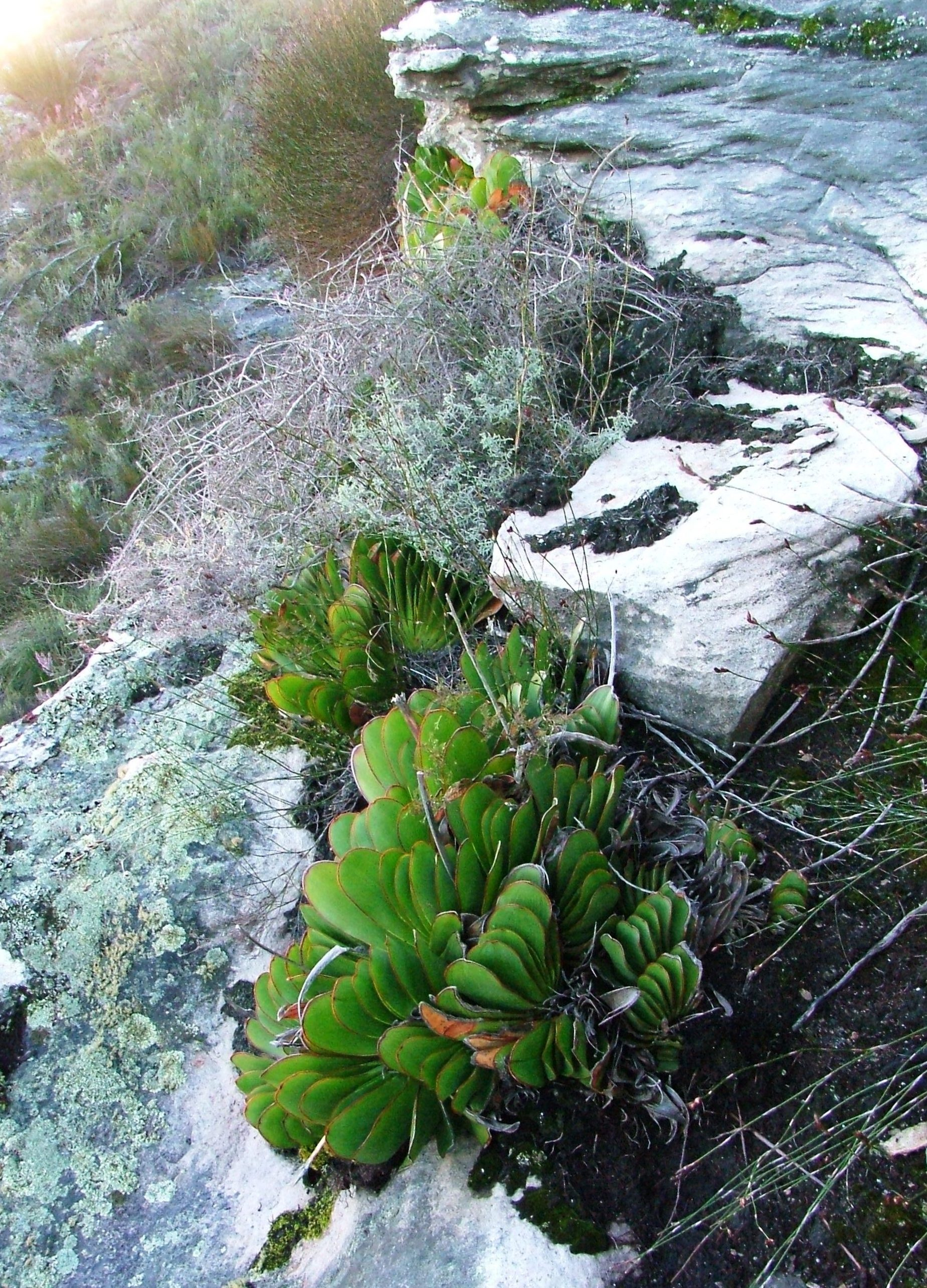
En su hábitat

## Descripción
Esta es una de las dos especies de la subfamilia Asphodeloideae (la otra es Aloe fibrosa de Kenia)  que tiene distintas fibras en sus hojas. Son grandes, coriáceas, lineares, obtusas, con el hábito sin tallo y la inflorescencia en racimos de flores con periantos largos, incluidos las anteras y estilos que distingue esta especie de todas las otras del género.

## Hábitat
Su área de distribución natural casi coincide con la de Kumara plicatilis (que es el área montañosa desde Stellenbosch hasta Ceres), pero Kumara haemanthifolia se encuentra más arriba en los picos de las montañas que sus especies hermanas más grandes. La planta parece preferir las laderas frías orientadas al sur con fuertes lluvias invernales. Crece en grietas protegidas en las crestas de arenisca, formando grupos densos

## Taxonomía
Kumara haemanthifolia fue descrita por Marloth & A.Berger y publicado en Botanische Jahrbücher für Systematik, Pflanzengeschichte und Pflanzengeographie 38: 85, en el año 1905.
Etimología
haemanthifolia: epíteto compuesto que significa "con las hojas similares a las del género Haemanthus.
SinónimoAloe  haemanthifolia